# Deasy
Deasy (irisch Déiseach) ist ein irischer Familienname, der ursprünglich insbesondere im County Waterford und in West Cork, d. h. im Süden Irlands vorkam und bereits aus den Zeiten von Daniel O’Connell (1775–1847) überliefert ist.

## Namensträger

### Familienname
- Austin Deasy (1936–2017), irischer Politiker (Fine Gael)
- Frank Deasy (1959–2009), irischer Drehbuchautor
- John Deasy (* 1967), irischer Politiker (Fine Gael)

### Kunstfigur
- Mr. Deasy, Figur im Ulysses von James Joyce

## Sonstiges
- Deasy Motor Car Manufacturing, ehemaliger britischer Automobilhersteller
- Siddeley-Deasy, ehemaliger britischer Hersteller von Autos, Flugzeugen und Motoren